# European Conference of Postal and Telecommunications Administrations
CEPT, The European Conference of Postal and Telecommunications Administrations, europæisk post- og telekommunikations samarbejdsorganisation grundlagt 1959. 
CEPT blev oprettet af de 12 store europæiske post- og teleoperatører med monopolstatus, men snart øgedes antallet af medlemslande til 26. Formålet var at samarbejde i sager om markedsføring, drift, jura og teknologi.
I 1988 dannedes ETSI, The European Telecommunications Standards Institute, med ansvar for standardisering. 
I 1992 deltes CEPT op i henholdsvis 'Post Europa' og ETNO, The European Telecommunications Network Operators' Association, som gjorde at hhv. post og tele fik hver deres organisation. Dette bevirkede at CEPT kom til at fokusere på politiske og juridiske anliggender.
Efter opsplittelsen er antallet af medlemslande i EU øget, hvilket har medført at CEPT nu har 49 medlemslande.
CEPT fik nye opgaver på en konference i Weimar 5-6. september 1995. I forskrifterne for CEPT fremgår det at CEPT skal:
- oprette et europæisk forum for drøftelse af suverænitet og ret, med hensyn til spørgsmål vedrørende post og telekommunikation,
- yde støtte til medlemslande af de omstridte spørgsmål om suverænitet og juridiske spørgsmål,
- påvirke målsætning og prioriteringer i europæiske post- og telekommunikationsspørgsmål gennem fælles holdninger,
- forme europæiske post- og telespørgsmål i de områder, der falder ind under CEPT ansvarsområde,
- styrke og udvikle samarbejdet med øst- og centraleuropæiske lande,
- markedsføre og forenkle samarbejdet mellem europæiske samarbejdsorganer (dvs. gennem personlige kontakter),
- gennem samarbejde påvirke ITU og UPU i overensstemmelse med europæiske mål,
- på en ikke-bureaukratisk og omkostningseffektiv måde og på en tildelt tid, at reagere og handle på nye omstændigheder,
- løse fælles problemer på udvalgsniveau, gennem et tæt samarbejde mellem de forskellige udvalg,
- om muligt, give deres resultater mere bindende karakter, end hvad der var tilfældet tidligere, med henblik på at skabe et fælles Europa med hensyn til post- og telespørgsmål.

I overensstemmelse med ovennævnte arbejder CEPT nu kun med politik, suverænitets- og juridiske spørgsmål.
Arbejdet blev tidligere udført i tre udvalg:
- CERP, Comité européen de Réglementation Postale som behandler problemer angående post
- ERC, European Radiocommunications Committee
- ECTRA, European Committee for Regulatory Telecommunications Affairs.

De to sidstnævnte udvalg arbejder med telekom spørgsmål. Udvalgene var ansvarlig for behandlingen af standardiserings- og harmoniseringsspørgsmål, fremsætte henstillinger og træffe beslutninger.
2001 erstattedes de to teleudvalg med et fælles ved dannelsen af ETC, Electronic Communications Committee.

## Medlemslande i CEPT (2006-08-16)
| - Albanien - Andorra - Aserbajdsjan - Belgien - Bosnien-Hercegovina - Bulgarien - Cypern - Danmark | - Estland - Finland - Frankrig - Georgien - Grækenland - Island - Irland - Italien | - Kroatien - Letland - Liechtenstein - Litauen - Luxemburg - Malta - Makedonien - Moldavien | - Monaco - Holland - Norge - Polen - Portugal - Rumænien - Rusland - San Marino | - Serbien og Montenegro - Slovakiet - Slovenien - Spanien - Storbritannien - Sverige - Schweiz - Tjekkiet | - Tyrkiet - Tyskland - Ukraine - Ungarn - Vatikanstaten - Hviderusland - Østrig |